# Perinereis
Genre
Perinereis est un genre de vers annélides polychètes marins de la famille des Nereididae.

## Liste d'espèces
Selon World Register of Marine Species (7 janvier 2021), ce genre regroupe les espèces suivantes :
- Perinereis aberrans Kinberg, 1866
- Perinereis aculeata (Hansen, 1882)
- Perinereis aibuhitensis (Grube, 1878)
- Perinereis akuna Wilson & Glasby, 1993
- Perinereis amblyodonta (Schmarda, 1861)
- Perinereis anderssoni Kinberg, 1866
- Perinereis arabica Mohammad, 1971
- Perinereis bajacalifornica Gonzalez & Solis-Weiss, 1998
- Perinereis barbara (Monro, 1926)
- Perinereis binongkae (Horst, 1924)
- Perinereis brevicirrata (Treadwell, 1920)
- Perinereis brevicirris (Grube, 1869)
- Perinereis broomensis Hartmann-Schröder, 1979
- Perinereis caeruleis (Hoagland, 1920)
- Perinereis caeruleis Hoagland, 1920
- Perinereis calmani (Monro, 1926)
- Perinereis camiguina (Grube, 1878)
- Perinereis camiguinoides (Augener, 1922)
- Perinereis capensis (Kinberg, 1866)
- Perinereis cariacoensis Liñero, 1983
- Perinereis cariboea Gonzalez & Solis-Weiss, 1998
- Perinereis cavifrons (Ehlers, 1920)
- Perinereis cultrifera (Grube, 1840)
- Perinereis curvata Holly, 1935
- Perinereis dongalae (Horst, 1924)
- Perinereis elenacasoi Rioja, 1947
- Perinereis exsul Kinberg, 1866
- Perinereis falklandica (Ramsay, 1914)
- Perinereis falsovariegata Monro, 1933
- Perinereis floridana (Ehlers, 1868)
- Perinereis gualpensis Jeldes, 1963
- Perinereis helleri (Grube, 1878)
- Perinereis heterodonta Gravier, 1899
- Perinereis heterodonta Gravier, 1901
- Perinereis horsti Gravier, 1901
- Perinereis jascooki Gibbs, 1972
- Perinereis macropus (Claparède, 1870)
- Perinereis maindroni Fauvel, 1943
- Perinereis malayana (Horst, 1889)
- Perinereis marioni (Audouin & Milne Edwards, 1833)
- Perinereis marionii (Audouin & Milne Edwards, 1833)
- Perinereis mathaii Aziz, 1938
- Perinereis mochimaensis Liñero, 1983
- Perinereis monterea (Chamberlin, 1918)
- Perinereis neocaledonica Pruvot, 1930
- Perinereis nigropunctata (Horst, 1889)
- Perinereis novaehollandia Kinberg, 1866
- Perinereis nuntia (Savigny in Lamarck, 1818)
- Perinereis obfuscata (Grube, 1878)
- Perinereis oliveirae (Horst, 1889)
- Perinereis olivierae (Horst, 1889)
- Perinereis osoriotafalli Gonzalez & Solis-Weiss, 1998
- Perinereis pacifica (Schmarda, 1861)
- Perinereis perspicillata (Grube, 1878)
- Perinereis ponuiensis (Augener, 1924)
- Perinereis pseudocamiguina (Augener, 1922)
- Perinereis pseudocavifrons Fauvel, 1930
- Perinereis quatrefagesi (Grube, 1878)
- Perinereis rhombodonta Wu, Sun & Yang, 1981
- Perinereis rullieri Pilato, 1974
- Perinereis rumphii (Horst, 1919)
- Perinereis seridentata (Hartmann-Schröder, 1959)
- Perinereis shikueii Glasby & Hsieh, 2006
- Perinereis singaporiensis (Grube, 1878)
- Perinereis stimpsonis (Grube, 1868)
- Perinereis striolata (Grube, 1878)
- Perinereis suluana (Horst, 1924)
- Perinereis taorica Langerhans, 1881
- Perinereis tenuisetis (Fauvel, 1915)
- Perinereis tobeloana (Augener, 1933)
- Perinereis vallata (Grube, 1857)
- Perinereis vallata (Grube, 1858)
- Perinereis vancaurica (Ehlers, 1868)
- Perinereis variodentata (Augener, 1913)
- Perinereis villalobosi Rioja, 1947
- Perinereis viridis Glasby & Hsieh, 2006
- Perinereis weijhouensis Wu, Sun & Yang, 1981
- Perinereis wilsoni Glasby & Hsieh, 2006